# Михайловка (Хворостянский район)
 Михайловка — деревня в Хворостянском районе Самарской области в составе сельского поселения Новотулка. 

## География
Находится у берега реки Чагра на расстоянии примерно 9 километров по прямой на северо-запад от районного центра села Хворостянка.

## Население
Постоянное население составляло 4 человека (русские 100%) в 2002 году, 8 в 2010 году.